# Élections législatives de 2017 dans les Vosges
Les élections législatives françaises de 2017 se dérouleront les 11 et 18 juin 2017. Dans le département des Vosges, quatre députés sont à élire dans le cadre de quatre circonscriptions.

## Élus
| Circonscription                                 | Député sortant         | Parti | Parti | Député élu ou réélu   | Parti | Parti |
| ----------------------------------------------- | ---------------------- | ----- | ----- | --------------------- | ----- | ----- |
| 1re                                             | Michel Heinrich*       |       | LR    | Stéphane Viry         |       | LR    |
| 2e                                              | Gérard Cherpion        |       | LR    | Gérard Cherpion       |       | LR    |
| 3e                                              | François Vannson*      |       | LR    | Christophe Naegelen   |       | DVD   |
| 4e                                              | Christian Franqueville |       | PS    | Jean-Jacques Gaultier |       | LR    |
| * député sortant ne se représentant pas en 2017 |                        |       |       |                       |       |       |

## Rappel des résultats départementaux des élections de 2012
| Parti          | Parti                              | Premier tour | Premier tour | Second tour | Second tour | Sièges |
| Parti          | Parti                              | Voix         | %            | Voix        | %           | Sièges |
| -------------- | ---------------------------------- | ------------ | ------------ | ----------- | ----------- | ------ |
|                | Union pour un mouvement populaire  | 65 038       | 38,29        | 86 638      | 52,46       | 3      |
|                | Divers droite dont DLR et PCD      | 2 116        | 1,25         |             |             | 0      |
|                | Nouveau centre                     | 931          | 0,55         | 0           |             |        |
|                | Droite parlementaire               | 68 085       | 40,09        | 86 638      | 52,46       | 3      |
|                |                                    |              |              |             |             |        |
|                | Parti socialiste                   | 45 769       | 26,95        | 60 801      | 36,81       | 1      |
|                | Divers gauche dont MRC             | 8 948        | 5,27         | 17 720      | 10,73       | 0      |
|                | Europe Écologie Les Verts          | 7 303        | 4,30         |             |             | 0      |
|                | Majorité présidentielle            | 62 020       | 36,51        | 78 521      | 47,54       | 1      |
|                |                                    |              |              |             |             |        |
|                | Front national                     | 26 433       | 15,56        |             |             | 0      |
|                | Front de gauche                    | 6 688        | 3,94         | 0           |             |        |
|                | Mouvement démocrate                | 2 182        | 1,28         | 0           |             |        |
|                | Divers écologiste dont MÉI et AÉI  | 2 005        | 1,18         | 0           |             |        |
|                | Extrême gauche dont LO, NPA et POI | 2 001        | 1,18         | 0           |             |        |
|                | Divers                             | 367          | 0,22         | 0           |             |        |
|                | Extrême droite                     | 69           | 0,04         | 0           |             |        |
|                |                                    |              |              |             |             |        |
| Inscrits       | Inscrits                           | 285 570      | 100,00       | 285 553     | 100,00      | 4      |
| Abstentions    | Abstentions                        | 112 133      | 39,27        | 113 351     | 39,7        |        |
| Votants        | Votants                            | 173 437      | 60,73        | 172 202     | 60,3        |        |
| Blancs et nuls | Blancs et nuls                     | 3 587        | 2,07         | 7 043       | 4,09        |        |
| Exprimés       | Exprimés                           | 169 850      | 97,93        | 165 159     | 95,91       |        |

## Résultats

### Résultats à l'échelle du département
|                                            |                           |                           |                           |                          |                          |        |
|                                            |                           | Premier tour 11 juin 2017 | Premier tour 11 juin 2017 | Second tour 18 juin 2017 | Second tour 18 juin 2017 |        |
|                                            |                           |                           |                           |                          |                          |        |
|                                            |                           | Nombre                    | % des inscrits            | Nombre                   | % des inscrits           |        |
| Inscrits                                   | Inscrits                  | 282 564                   | 100,00                    | 282 542                  | 100,00                   |        |
| Abstentions                                | Abstentions               | 139 580                   | 49,40                     | 154 223                  | 54,58                    |        |
| Votants                                    | Votants                   | 142 984                   | 50,60                     | 128 319                  | 45,42                    |        |
|                                            |                           |                           | % des votants             |                          | % des votants            |        |
| Bulletins blancs                           | Bulletins blancs          | 2 747                     | 1,92                      | 9 396                    | 7,32                     |        |
| Bulletins nuls                             | Bulletins nuls            | 1 584                     | 1,11                      | 5 186                    | 4,04                     |        |
| Suffrages exprimés                         | Suffrages exprimés        | 138 653                   | 96,97                     | 113 737                  | 88,64                    |        |
|                                            |                           |                           |                           |                          |                          |        |
| Étiquette politique                        | Étiquette politique       | Voix                      | % des exprimés            | Voix                     | % des exprimés           | Sièges |
|                                            |                           |                           |                           |                          |                          |        |
|                                            | La République en marche   | 30 383                    | 21,91                     | 37 604                   | 33,06                    | 0      |
|                                            | Les Républicains          | 27 291                    | 19,68                     | 46 677                   | 41,04                    | 3      |
|                                            | Front national            | 22 588                    | 16,29                     |                          |                          |        |
|                                            | La France insoumise       | 14 065                    | 10,14                     |                          |                          |        |
|                                            | Parti socialiste          | 12 042                    | 8,68                      | 12 909                   | 11,35                    | 0      |
|                                            | Divers droite             | 11 823                    | 8,53                      | 16 547                   | 14,55                    | 1      |
|                                            | Mouvement démocrate       | 5 964                     | 4,30                      |                          |                          |        |
|                                            | Europe Écologie Les Verts | 3 842                     | 2,77                      |                          |                          |        |
|                                            | Debout la France          | 3 332                     | 2,40                      |                          |                          |        |
|                                            | Divers                    | 2 117                     | 1,53                      |                          |                          |        |
|                                            | Parti communiste français | 1 974                     | 1,42                      |                          |                          |        |
|                                            | Extrême droite            | 1 290                     | 0,93                      |                          |                          |        |
|                                            | Extrême gauche            | 1 144                     | 0,83                      |                          |                          |        |
|                                            | Écologiste                | 798                       | 0,58                      |                          |                          |        |
| Source : Ministère de l'Intérieur - Vosges |                           |                           |                           |                          |                          |        |

### Résultats par circonscription

#### Première circonscription
Député sortant : Michel Heinrich (Les Républicains).
|                                                                         |                                                                                 |                           |                           |                          |                          |
|                                                                         |                                                                                 | Premier tour 11 juin 2017 | Premier tour 11 juin 2017 | Second tour 18 juin 2017 | Second tour 18 juin 2017 |
|                                                                         |                                                                                 |                           |                           |                          |                          |
|                                                                         |                                                                                 | Nombre                    | % des inscrits            | Nombre                   | % des inscrits           |
| Inscrits                                                                | Inscrits                                                                        | 77 056                    | 100,00                    | 77 078                   | 100,00                   |
| Abstentions                                                             | Abstentions                                                                     | 39 046                    | 50,67                     | 42 800                   | 55,53                    |
| Votants                                                                 | Votants                                                                         | 38 010                    | 49,33                     | 34 278                   | 44,47                    |
|                                                                         |                                                                                 |                           | % des votants             |                          | % des votants            |
| Bulletins blancs                                                        | Bulletins blancs                                                                | 650                       | 1,71                      | 2 333                    | 6,81                     |
| Bulletins nuls                                                          | Bulletins nuls                                                                  | 323                       | 0,85                      | 1 182                    | 3,45                     |
| Suffrages exprimés                                                      | Suffrages exprimés                                                              | 37 037                    | 97,44                     | 30 763                   | 89,75                    |
|                                                                         |                                                                                 |                           |                           |                          |                          |
| Candidat Étiquette politique (partis et alliances)                      | Candidat Étiquette politique (partis et alliances)                              | Voix                      | % des exprimés            | Voix                     | % des exprimés           |
|                                                                         |                                                                                 |                           |                           |                          |                          |
|                                                                         | Alisson Hamelin La République en marche                                         | 11 826                    | 31,93                     | 14 423                   | 46,88                    |
|                                                                         | Stéphane Viry Les Républicains (Union des démocrates et indépendants)           | 9 646                     | 26,04                     | 16 340                   | 53,12                    |
|                                                                         | Sébastien Humbert Front national                                                | 5 362                     | 14,48                     |                          |                          |
|                                                                         | Fabrice Pisias La France insoumise                                              | 4 110                     | 11,10                     |                          |                          |
|                                                                         | Martine François Parti socialiste                                               | 1 376                     | 3,72                      |                          |                          |
|                                                                         | Pierre-Jean Robinot Debout la France                                            | 1 363                     | 3,68                      |                          |                          |
|                                                                         | Lou Noirclère Europe Écologie Les Verts                                         | 871                       | 2,35                      |                          |                          |
|                                                                         | Camille Zeghmouli Écologiste (Alliance écologiste indépendante - Parti lorrain) | 550                       | 1,49                      |                          |                          |
|                                                                         | Stéphane Perry Extrême droite (Souveraineté, identité et libertés)              | 464                       | 1,25                      |                          |                          |
|                                                                         | Florian Baschung Extrême droite (Union des Patriotes)                           | 373                       | 1,01                      |                          |                          |
|                                                                         | Valérie Anne Le Gall Parti communiste français                                  | 298                       | 0,80                      |                          |                          |
|                                                                         | Krista Finstad-Milion Divers droite (La France qui ose)                         | 284                       | 0,77                      |                          |                          |
|                                                                         | Nicole Arnould Divers (Union populaire républicaine)                            | 209                       | 0,56                      |                          |                          |
|                                                                         | Évelyne Abbot Lutte ouvrière                                                    | 206                       | 0,56                      |                          |                          |
|                                                                         | Maxime Nicolazzi Extrême gauche (Parti ouvrier indépendant démocratique)        | 99                        | 0,27                      |                          |                          |
| Source : Ministère de l'Intérieur - Première circonscription des Vosges |                                                                                 |                           |                           |                          |                          |

#### Deuxième circonscription
Député sortant : Gérard Cherpion (Les Républicains).
|                                                                         |                                                                                          |                           |                           |                          |                          |
|                                                                         |                                                                                          | Premier tour 11 juin 2017 | Premier tour 11 juin 2017 | Second tour 18 juin 2017 | Second tour 18 juin 2017 |
|                                                                         |                                                                                          |                           |                           |                          |                          |
|                                                                         |                                                                                          | Nombre                    | % des inscrits            | Nombre                   | % des inscrits           |
| Inscrits                                                                | Inscrits                                                                                 | 73 260                    | 100,00                    | 73 261                   | 100,00                   |
| Abstentions                                                             | Abstentions                                                                              | 37 679                    | 51,43                     | 41 433                   | 56,56                    |
| Votants                                                                 | Votants                                                                                  | 35 581                    | 48,57                     | 31 828                   | 43,44                    |
|                                                                         |                                                                                          |                           | % des votants             |                          | % des votants            |
| Bulletins blancs                                                        | Bulletins blancs                                                                         | 650                       | 1,83                      | 2 470                    | 7,76                     |
| Bulletins nuls                                                          | Bulletins nuls                                                                           | 497                       | 1,40                      | 1 383                    | 4,35                     |
| Suffrages exprimés                                                      | Suffrages exprimés                                                                       | 34 434                    | 96,78                     | 27 975                   | 87,89                    |
|                                                                         |                                                                                          |                           |                           |                          |                          |
| Candidat Étiquette politique (partis et alliances)                      | Candidat Étiquette politique (partis et alliances)                                       | Voix                      | % des exprimés            | Voix                     | % des exprimés           |
|                                                                         |                                                                                          |                           |                           |                          |                          |
|                                                                         | Gérard Cherpion (député sortant) Les Républicains (Union des démocrates et indépendants) | 10 044                    | 29,17                     | 15 501                   | 55,41                    |
|                                                                         | Christine Urbes La République en marche                                                  | 9 716                     | 28,22                     | 12 474                   | 44,59                    |
|                                                                         | Isabelle Gérard Front national                                                           | 6 683                     | 19,41                     |                          |                          |
|                                                                         | Sylvain Calbrix La France insoumise                                                      | 3 704                     | 10,76                     |                          |                          |
|                                                                         | Christine L'Heureux Europe Écologie Les Verts                                            | 1 606                     | 4,66                      |                          |                          |
|                                                                         | Sandra Blaise Parti communiste français                                                  | 808                       | 2,35                      |                          |                          |
|                                                                         | Jérôme Guillot Divers (Parti animaliste)                                                 | 615                       | 1,79                      |                          |                          |
|                                                                         | Jocelyne Rivat Debout la France                                                          | 451                       | 1,31                      |                          |                          |
|                                                                         | Franck Plain Lutte ouvrière                                                              | 301                       | 0,87                      |                          |                          |
|                                                                         | David Wentzel Divers (Union populaire républicaine)                                      | 258                       | 0,75                      |                          |                          |
|                                                                         | Emmanuel Thiébaut Écologiste (Alliance écologiste indépendante)                          | 248                       | 0,72                      |                          |                          |
| Source : Ministère de l'Intérieur - Deuxième circonscription des Vosges |                                                                                          |                           |                           |                          |                          |

#### Troisième circonscription
Député sortant : François Vannson (Les Républicains).
|                                                                          |                                                                                             |                           |                           |                          |                          |
|                                                                          |                                                                                             | Premier tour 11 juin 2017 | Premier tour 11 juin 2017 | Second tour 18 juin 2017 | Second tour 18 juin 2017 |
|                                                                          |                                                                                             |                           |                           |                          |                          |
|                                                                          |                                                                                             | Nombre                    | % des inscrits            | Nombre                   | % des inscrits           |
| Inscrits                                                                 | Inscrits                                                                                    | 65 653                    | 100,00                    | 65 645                   | 100,00                   |
| Abstentions                                                              | Abstentions                                                                                 | 31 749                    | 48,36                     | 35 292                   | 53,76                    |
| Votants                                                                  | Votants                                                                                     | 33 904                    | 51,64                     | 30 353                   | 46,24                    |
|                                                                          |                                                                                             |                           | % des votants             |                          | % des votants            |
| Bulletins blancs                                                         | Bulletins blancs                                                                            | 752                       | 2,22                      | 2 105                    | 6,94                     |
| Bulletins nuls                                                           | Bulletins nuls                                                                              | 372                       | 1,10                      | 994                      | 3,27                     |
| Suffrages exprimés                                                       | Suffrages exprimés                                                                          | 32 780                    | 96,68                     | 27 254                   | 89,79                    |
|                                                                          |                                                                                             |                           |                           |                          |                          |
| Candidat Étiquette politique (partis et alliances)                       | Candidat Étiquette politique (partis et alliances)                                          | Voix                      | % des exprimés            | Voix                     | % des exprimés           |
|                                                                          |                                                                                             |                           |                           |                          |                          |
|                                                                          | Christophe Naegelen Divers droite (Les Républicains - Union des démocrates et indépendants) | 9 521                     | 29,05                     | 16 547                   | 60,71                    |
|                                                                          | Claude Thirard La République en marche                                                      | 8 841                     | 26,97                     | 10 707                   | 39,29                    |
|                                                                          | Marina Do Santos Front national                                                             | 4 617                     | 14,08                     |                          |                          |
|                                                                          | Stessy Speissmann Parti socialiste                                                          | 4 300                     | 13,12                     |                          |                          |
|                                                                          | Christine Bourbon-Schmitt La France insoumise                                               | 2 864                     | 8,74                      |                          |                          |
|                                                                          | Léa Grünenwald Debout la France                                                             | 922                       | 2,81                      |                          |                          |
|                                                                          | Matthieu Mougel Divers (Union populaire républicaine)                                       | 477                       | 1,46                      |                          |                          |
|                                                                          | Frédérique Kerkhove Parti communiste français                                               | 462                       | 1,41                      |                          |                          |
|                                                                          | Christian Burey Extrême droite (Union des Patriotes)                                        | 453                       | 1,38                      |                          |                          |
|                                                                          | Denise Usselmann Lutte ouvrière                                                             | 323                       | 0,99                      |                          |                          |
| Source : Ministère de l'Intérieur - Troisième circonscription des Vosges |                                                                                             |                           |                           |                          |                          |

#### Quatrième circonscription
Député sortant : Christian Franqueville (Parti socialiste).
|                                                                          |                                                                               |                           |                           |                          |                          |
|                                                                          |                                                                               | Premier tour 11 juin 2017 | Premier tour 11 juin 2017 | Second tour 18 juin 2017 | Second tour 18 juin 2017 |
|                                                                          |                                                                               |                           |                           |                          |                          |
|                                                                          |                                                                               | Nombre                    | % des inscrits            | Nombre                   | % des inscrits           |
| Inscrits                                                                 | Inscrits                                                                      | 66 595                    | 100,00                    | 66 558                   | 100,00                   |
| Abstentions                                                              | Abstentions                                                                   | 31 106                    | 46,71                     | 34 698                   | 52,13                    |
| Votants                                                                  | Votants                                                                       | 35 489                    | 53,29                     | 31 860                   | 47,87                    |
|                                                                          |                                                                               |                           | % des votants             |                          | % des votants            |
| Bulletins blancs                                                         | Bulletins blancs                                                              | 695                       | 1,96                      | 2 488                    | 7,81                     |
| Bulletins nuls                                                           | Bulletins nuls                                                                | 392                       | 1,10                      | 1 627                    | 5,11                     |
| Suffrages exprimés                                                       | Suffrages exprimés                                                            | 34 402                    | 96,94                     | 27 745                   | 87,08                    |
|                                                                          |                                                                               |                           |                           |                          |                          |
| Candidat Étiquette politique (partis et alliances)                       | Candidat Étiquette politique (partis et alliances)                            | Voix                      | % des exprimés            | Voix                     | % des exprimés           |
|                                                                          |                                                                               |                           |                           |                          |                          |
|                                                                          | Jean-Jacques Gaultier Les Républicains                                        | 7 601                     | 22,09                     | 14 836                   | 53,47                    |
|                                                                          | Christian Franqueville (député sortant) Parti socialiste                      | 6 366                     | 18,50                     | 12 909                   | 46,53                    |
|                                                                          | Raynald Magnien-Coeurdacier Mouvement démocrate (La République en marche)     | 5 964                     | 17,34                     |                          |                          |
|                                                                          | Jordan Grosse-Cruciani Front national                                         | 5 926                     | 17,23                     |                          |                          |
|                                                                          | Renée-Lise Rothiot La France insoumise                                        | 3 387                     | 9,85                      |                          |                          |
|                                                                          | Jocelyne Allane-Voilquin Divers droite (Union des démocrates et indépendants) | 1 837                     | 5,34                      |                          |                          |
|                                                                          | Florence Lamaze Europe Écologie Les Verts                                     | 1 365                     | 3,97                      |                          |                          |
|                                                                          | Anne Gronoff Debout la France                                                 | 596                       | 1,73                      |                          |                          |
|                                                                          | Pascal Lopez Parti communiste français                                        | 406                       | 1,18                      |                          |                          |
|                                                                          | Déborah Mangin Divers (Parti animaliste)                                      | 398                       | 1,16                      |                          |                          |
|                                                                          | Camille Bailly Lutte ouvrière                                                 | 215                       | 0,62                      |                          |                          |
|                                                                          | Cédric Drevet Divers droite (577-Les Indépendants)                            | 181                       | 0,53                      |                          |                          |
|                                                                          | Dahbia Hancock Divers (Union populaire républicaine)                          | 160                       | 0,47                      |                          |                          |
| Source : Ministère de l'Intérieur - Quatrième circonscription des Vosges |                                                                               |                           |                           |                          |                          |